# Rossomyrmex
Rossomyrmex es un género de hormigas, familia Formicidae. Se distribuyen por el Paleártico: Eurasia. Son parásitas obligadas de varias especies de Proformica.

## Especies
Se reconocen las siguientes:
- Rossomyrmex anatolicus Tinaut, 2007
- Rossomyrmex minuchae Tinaut, 1981
- Rossomyrmex proformicarum Arnol'di, 1928
- Rossomyrmex quandratinodum Xia & Zheng, 1995